# Average System Availability Index
Average System Availability Index (ASAI) är ett mått på tillgänglighet. ASAI är ett tillförlitlighetsindex som används för elkraftsystem. Indexet kan både användas för att beräkna historiska händelser eller för att simulera framtida scenarier (exempelvis jämföra olika investeringsalternativ). ASAI motsvarar sannolikhet att systemet är i funktion och har ett värde mellan 0 och 1. Beräknas som antalet kundtimmar i funktion dividerat med antalet önskade kundtimmar.